# Centre national d'exploitation du système
Le Centre national d'exploitation du système ou CNES est un équipement de l'entreprise RTE. Il est hébergé dans un bâtiment surnommé la Rotonde, situé sur les communes de Saint-Denis et de Saint-Ouen, en Seine-Saint-Denis. Il constitue le plus haut niveau de suivi de charge à l'échelon de la France métropolitaine. Il est relayé par sept centres régionaux à un échelon plus local.

## Fonction
Le stockage de l'électricité étant impossible à une échelle industrielle, l'équilibre entre l'offre et la demande doit constamment être effectué par le gestionnaire de réseau de transport. Dans cette optique, le Centre national d'exploitation du système est un site de contrôle des divers aléas affectant la production, la consommation ou le transport d'électricité, en vue d'optimiser l'utilisation des infrastructures en fonction des besoins et d'éviter une panne de courant généralisée.
En outre, ce bâtiment comporte aussi des supercalculateurs permettant d'effectuer des prévisions de consommation et de production. Ceux-ci permettent en effet d'anticiper la production, notamment d'énergie photovoltaïque et éolienne, ainsi que la consommation, notamment en lien avec la température,,.
C'est en fonction des prévisions qu'effectue le CNES que peuvent notamment être anticipés les programmes de travaux sur les réseaux à haute tension. Ces données représentent, en 2021, trois cent mille paramètres par jour, mais RTE anticipe que ce nombre monte dans un avenir proche à trois millions de paramètres quotidiens,.
C'est également dans ce centre que sont menées les diverses concertations entre RTE et ses partenaires, pouvoirs publics, équipementiers, entreprises du secteur des infrastructures ou encore monde académique, afin de prévoir les futures implantations de réseaux, d'anticiper la transition énergétique et les usages à venir.

## Historique
Avant 1999, le CNES était localisé dans le siège social d'EDF à Paris. Toutefois, depuis l'ouverture à la concurrence du marché de l'électricité, l'État souhaite que l'instance de suivi de charge soit localisée dans un bâtiment n'appartenant pas à EDF.

## Bâtiment
Le centre national d'exploitation du système est hébergé depuis 1999 dans un bâtiment dit « la Rotonde » du fait de sa forme circulaire. Ce bâtiment est situé sur les deux communes de Saint-Denis et de Saint-Ouen, en Seine-Saint-Denis. 180 personnes se relaient dans ce bâtiment pour assurer la surveillance continue des réseaux de transport d'électricité à haute tension, à raison de six personnes en permanence : trois pour équilibrer l'offre et la demande, et trois pour contrôler le réseau,.